# Sina (cantante)
Sina, pseudonimo di Ursula Bellwald (Visp, 28 maggio 1966), è una cantante svizzera di musica in svizzero tedesco.

## Carriera
Sina si è avvicinata alla musica negli anni '80, partecipando a festival locali e recitando in musical. Nel 1990 ha iniziato a cantare musica pop in lingua tedesca sotto lo pseudonimo di Sina Campell. Dal 1993 al 1996 è stata presentatrice radiofonica per la Schweizer Radio DRS.
Il suo album di debutto, intitolato Sina, è stato pubblicato nel 1994 e ha raggiunto la 7ª posizione nella classifica svizzera. Cinque anni dopo la sua uscita è stato certificato disco di platino per aver venduto più di 50 000 copie a livello nazionale. Il suo secondo album Wiiblich, anch'esso disco di platino, è uscito l'anno successivo e ha raggiunto la vetta della classifica nazionale.
Nella sua carriera, oltre ai due dischi di platino per i suoi primi due album, Sina ha conquistato sei dischi d'oro per Häx odär Heilig (1997), 4 (1999), Marzipan (2001), In Wolkä fische (2008), Ich schwöru (2011) e Duette (2013), totalizzando 200 000 copie vendute certificate in Svizzera, nonché altri due dischi numero uno con Ich schwöru ed Emma (2019).

## Discografia

### Album
- 1994 - Sina
- 1995 - Wiiblich
- 1997 - Häx odär Heilig
- 1999 - 4
- 2001 - Marzipan
- 2005 - All:Tag
- 2008 - In Wolkä fische
- 2011 - Ich schwöru
- 2013 - Duette
- 2015 - Tiger & Reh
- 2019 - Emma

### Raccolte
- 1997 - Sina
- 2002 - Bescht Of

### Singoli
- 1995 - Unbeschriiblich Wiiblich
- 1997 - Immär und ewig
- 1999 - Nix värbii
- 2001 - Propäller
- 2005 - Live with You Forever (Warum musstest du geh'n)
- 2007 - Aplerose (con Polo Hofer, Sandee e Daniel Kandlbauer)
- 2008 - Wänn nit jetzt wänn dä
- 2008 - Hinnär diär
- 2010 - Hangin' on a String
- 2011 - Ich schwöru (feat. Büne Huber)
- 2014 - Wa du bisch (feat. Marc Sway)
- 2018 - Ich süächu Dich
- 2019 - Easy Rider